# Rouen Normandie metropolisz

Elhelyezkedése Seine-Maritime megyében

Rouen Normandie metropolisz (franciául: Métropole Rouen Normandie) a franciaországi metropoliszok egyike, a francia községközi társulási rendszer (intercommunalité) része.
Franciaország északnyugati részén, Normandia régió Seine-Maritime megyéjében helyezkedik el. Rouent és a város vonzáskörzetének további 70 községét foglalja magába. 2015. január 1-jén jött létre az addigi „Rouen-Elbeuf-Austreberthe agglomerációs közösség” (Communauté d'agglomération Rouen-Elbeuf-Austreberthe) átalakításával. Ez utóbbit 2010. január 1-jén alakították meg.
Népessége 497 225 fő volt 2021-ben, ebből 114 083 fő Rouen-ben élt. Területe 663,8 km2. Igazgatási központja Rouen-ben van.

## Községek
A metropoliszt az alábbi 71 község alkotja:
1. Amfreville-la-Mi-Voie
2. Anneville-Ambourville
3. Les Authieux-sur-le-Port-Saint-Ouen
4. Bardouville
5. Belbeuf
6. Berville-sur-Seine
7. Bihorel
8. Bois-Guillaume
9. Bonsecours
10. Boos
11. La Bouille
12. Canteleu
13. Caudebec-lès-Elbeuf
14. Cléon
15. Darnétal
16. Déville-lès-Rouen
17. Duclair
18. Elbeuf
19. Épinay-sur-Duclair
20. Fontaine-sous-Préaux
21. Franqueville-Saint-Pierre
22. Freneuse
23. Gouy
24. Grand-Couronne
25. Le Grand-Quevilly
26. Hautot-sur-Seine
27. Hénouville
28. Le Houlme
29. Houppeville
30. Isneauville
31. Jumièges
32. La Londe
33. Malaunay
34. Maromme
35. Le Mesnil-Esnard
36. Le Mesnil-sous-Jumièges
37. Montmain
38. Mont-Saint-Aignan
39. Moulineaux
40. La Neuville-Chant-d’Oisel
41. Notre-Dame-de-Bondeville
42. Oissel
43. Orival
44. Petit-Couronne
45. Le Petit-Quevilly
46. Quevillon
47. Quévreville-la-Poterie
48. Roncherolles-sur-le-Vivier
49. Rouen
50. Sahurs
51. Saint-Aubin-Celloville
52. Saint-Aubin-Épinay
53. Saint-Aubin-lès-Elbeuf
54. Sainte-Marguerite-sur-Duclair
55. Saint-Étienne-du-Rouvray
56. Saint-Jacques-sur-Darnétal
57. Saint-Léger-du-Bourg-Denis
58. Saint-Martin-de-Boscherville
59. Saint-Martin-du-Vivier
60. Saint-Paër
61. Saint-Pierre-de-Manneville
62. Saint-Pierre-de-Varengeville
63. Saint-Pierre-lès-Elbeuf
64. Sotteville-lès-Rouen
65. Sotteville-sous-le-Val
66. Tourville-la-Rivière
67. Le Trait
68. Val-de-la-Haye
69. Yainville
70. Ymare
71. Yville-sur-Seine